# Ola Ray
Ola Ray (Saint Louis, 26 agosto 1960) è una modella e attrice statunitense.

## Biografia
Ha passato parte della sua infanzia in Giappone, dove il suo patrigno lavorava come membro della USAF.
Successivamente, ha posato per Playboy ed è stata Playmate del mese per il numero di giugno 1980, con il paginone centrale a cura di Richard Fegley.
È famosa per aver interpretato la fidanzata di Michael Jackson nel videoclip di Thriller. Ha poi recitato anche in Beverly Hills Cop II ed in altri film e sceneggiati per la televisione.

## Filmografia parziale
Cinema
- Il guerriero del ring (Body and Soul), regia di George Bowers (1981)
- Night Shift - Turno di notte (Night Shift), di Ron Howard (1982)
- 48 ore (48 Hrs.), regia di Walter Hill (1982)
- Dieci minuti a mezzanotte (10 to Midnight), regia di J. Lee Thompson (1983)
- I miei problemi con le donne (The Man Who Loved Women), regia di Blake Edwards (1983)
- Paura su Manhattan (Fear City), regia di Abel Ferrara (1984)
- The Night Stalker, regia di Max Kleven (1987)
- Beverly Hills Cop II - Un piedipiatti a Beverly Hills II (Beverly Hills Cop II), regia di Tony Scott (1987)
- It Wants Blood!, regia di James Balsamo (2019)
- Shooting Heroin, regia di Spencer T. Folmar (2020)

Videoclip
- Give Me the Night di George Benson (1980)
- Michael Jackson's Thriller di Michael Jackson (1983)
- Paparazzi di Lady Gaga (2009)